# Єфремов Валерій Павлович
Валерій Павлович Єфремов (5 жовтня 1947, Курська область, Російська Федерація) — український урядовець, міністр зв'язку України. Кандидат технічних наук (2001).

## Біографія
У 1963—1967 роках — учень Харківського електротехнікуму зв'язку.
У 1967—1977 роках — електромеханік, інженер, секретар комітету комсомолу, начальник телефонного вузла, головний інженер Харківської міської телефонної мережі. Член КПРС.
У 1974 році закінчив Український заочний політехнічний інститут. Також закінчив Інститут управління народним господарством у Києві.
У 1977—1986 роках — інструктор Харківського обласного комітету КПУ.
У 1986—1992 роках — начальник Харківського обласного виробничо-технічного управління зв'язку.
У 1992—1995 роках — генеральний директор виробничого об'єднання «Харківзв'язок». У 1993 році закінчив Школу бізнесу Ф'юкуа Дюкського університету США.
З січня по серпень 1995 року — генеральний директор обласного підприємство зв'язку «Харківтелеком».
3 серпня 1995 — 8 серпня 1996 року — міністр зв'язку України.
З 1996 року — директор Українського підприємство міжнародних зв'язків і телебачення ТВМЗ-15. У 1999 році закінчив Міжнародну школу англійської мови Linguarama у Великій Британії.
З 2000 року — директор з питань планування розвитку мереж, з березня 2004 року — директор департаменту науково-технічної політики ВАТ «Укртелеком». Член науково-технічної ради ради Державного департаменту зв'язку та інформації України.
У 2001 році захистив кандидатську дисертацію «Розробка оптимальних систем передавання середовищами з ненормованими характеристиками» (Українська державна академія зв'язку імені О. Попова).
Потім — на пенсії.

## Нагороди та відзнаки
- Почесний зв'язківець України
- Державний службовець 1-го ранґу.